# Stazione di Pietratagliata
La stazione di Pietratagliata era una fermata ferroviaria in provincia di Udine, posta sul vecchio tracciato della ferrovia Pontebbana, ora dismesso.

## Storia
Pietratagliata fu raggiunta dal tronco di ferrovia Chiusaforte-Pontebba il 25 luglio 1879, ma la stazione venne costruita solo nel 1948.
Venne dismessa nel 1995 con tutta la tratta dove era posta e nel 2005 il sedime venne riutilizzato come percorso della ciclovia Alpe Adria.

## Strutture e impianti
Era composta da un fabbricato viaggiatori e due binari